# Gravipalpus standifer
Espèce
Gravipalpus standifer est une espèce d'araignées aranéomorphes de la famille des Linyphiidae.

## Distribution
Cette espèce est endémique de la province de Salta en Argentine,. Elle se rencontre à Aguas Blancas-Yaculica vers 460 m d'altitude.

## Description
Le mâle holotype mesure 2,03 mm et la femelle paratype 2,00 mm.

## Étymologie
Cette espèce est nommée en l'honneur de Floyd Standifer (1929–2007).

## Publication originale
- Miller, 2007 : Review of erigonine spider genera in the Neotropics (Araneae: Linyphiidae, Erigoninae). Zoological Journal of the Linnean Society, vol. 149, Suppl. 1, p. 1-263.